# Brevet de technicien supérieur agricole - Sciences et technologies des aliments

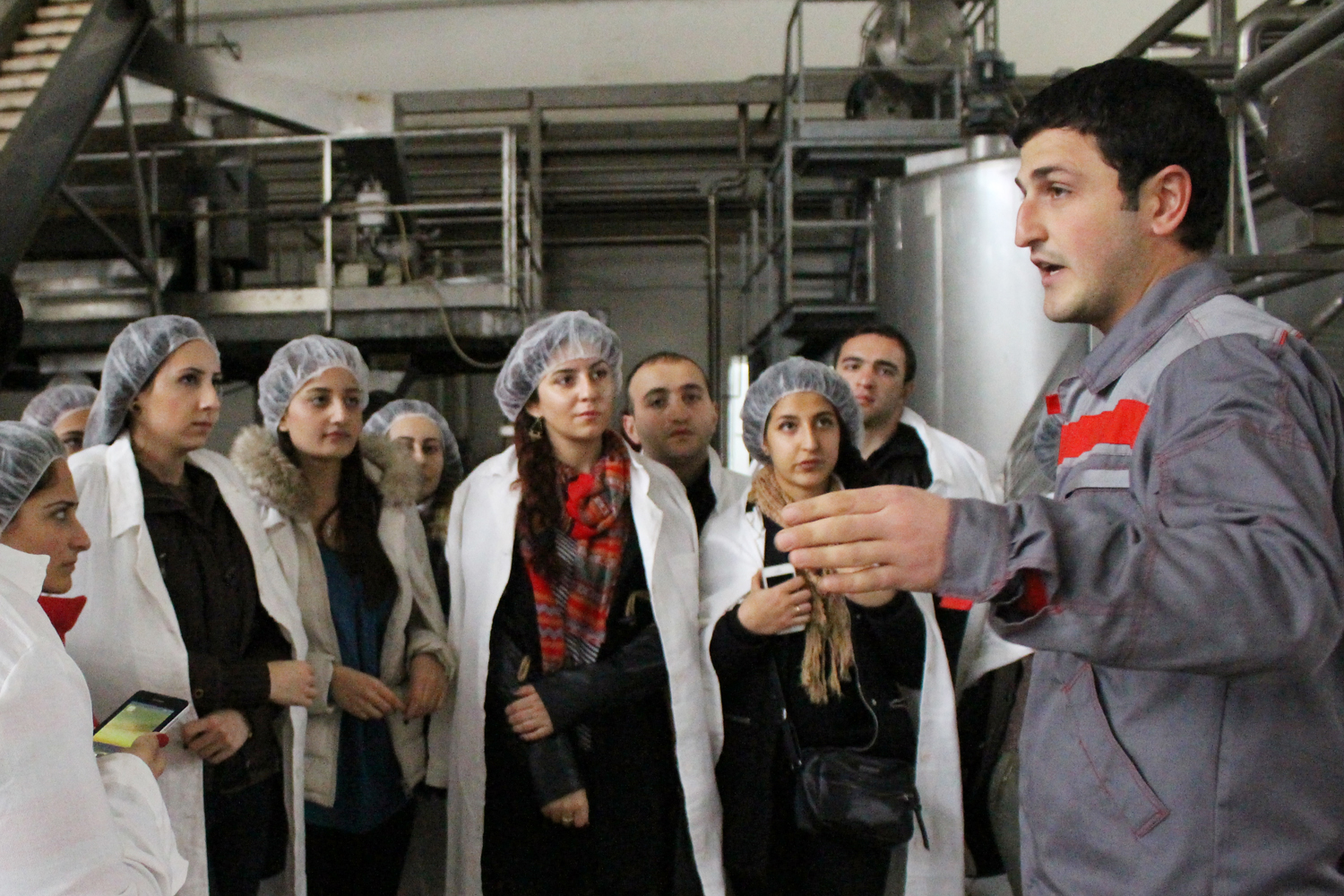
Séance d'attribution du brevet.

Le Brevet de technicien supérieur agricole - Sciences et technologies des aliments, ou BTSA STA, est un diplôme délivré par le ministère de l'Agriculture français.

## Description
Les études dans l'optique de l'obtention du BTSA option STA se font dans un établissement agricole. Il peut se faire en formation scolaire, par apprentissage ou en formation continue. 
Quatre spécialités sont proposées : 
- Produits laitiers,
- Viande et produits de la pêche,
- Produits céréaliers,
- Aliments et processus technologiques.

Cette formation post-baccalauréat prépare les étudiants à la vie active dans l'industrie agroalimentaire et dans une certaine mesure à une poursuite d'études. L'admission s'effectue par Parcoursup .  

## Débouchés
L'industrie agroalimentaire est le 1er secteur industriel français et regroupe près de 400 000 salariés. Les industries sont présentes sur l'ensemble du territoire. C'est un secteur qui recrute. En effet, près de 10 000 emplois restent vacants chaque année. Le secteur recrute essentiellement en CDI et à temps complet (+90%) et l'avantage est souvent donné aux titulaires d'un bac +2. 
Les métiers pouvant être exercés lorsqu'on est titulaire d'un BTSA STA sont : 
- conducteur/trice de ligne de production alimentaire[12],
- responsable de fabrication en agroalimentaire[13],
- responsable qualité en agroalimentaire[14].

Ces métiers peuvent trouver leur place dans les huit grandes familles des industries alimentaires qui sont :
- l'industrie de la viande : abattage du bétail, de la volaille, charcuterie, conserverie de viande ;
- l’industrie laitière : fabrication du lait, du beurre, des yaourts, des fromages, du lait en poudre ou concentré, « crackage » du lait pour l’industrie alimentaire (caséine, lactose, protéines ultrafiltrées...), fabrication de crèmes glacées et glaces ;
- l'industrie sucrière ;
- la fabrication de produits alimentaires élaborés : fruits, légumes, poissons, plats cuisinés et confitures ;
- la fabrication de produits à base de céréales : farine, pain et pâtisserie industriels, biscuits, biscottes, semoules et pâtes alimentaires, malt, amidon, fécules et produits dérivés, aliments pour animaux d’élevages et domestiques ;
- la fabrication d'huiles, de corps gras et de margarines ;
- la fabrication de produits alimentaires divers : chocolat, confiserie, café et thé conditionnés, épices, herbes aromatiques, condiments, vinaigres, sauces préparées, aliments diététiques, aliments pour bébés, produits de régime, petits déjeuners, entremets, desserts, bouillons, potages, levures, etc. ;
- la fabrication de boissons et alcools : vins, eaux-de-vie, distillation d’alcool, apéritifs, champagne, bière, cidre, jus de fruits et de légumes, autres boissons non alcoolisées, eaux minérales.

## Poursuites d'études
L'objectif du BTS est l'insertion dans la vie active. Cependant, pour ceux qui le souhaitent, il est possible de poursuivre en licence professionnelle dans les domaines de :
- la qualité,
- la logistique,
- la commercialisation,
- ou l'innovation.

Une autre solution est de préparer un autre BTSA en un an ou de se spécialiser dans un domaine spécifique en suivant un certificat de spécialisation en un an.

## Enseignement
Le référentiel de formation de ce BTSA a été rénové en 2009. Il comporte à la fois des modules d'enseignements généraux communs à tous les BTSA et des modules professionnels, spécifiques à la filière de l'industrie agroalimentaire. Le diplôme s'obtient par l'évaluation de six capacités :
1. Analyser l'entreprise dans le système alimentaire ;
2. Analyser et gérer un atelier de production sur le plan technique ;
3. Raisonner un processus de transformation de produits alimentaires en respectant la réglementation et les procédures ;
4. Concevoir un produit répondant aux attentes internes et externes ;
5. Contrôler la qualité physico-chimique, microbiologique et organoleptique du produit ;
6. Mobiliser les acquis attendus du technicien supérieur pour faire face à une situation professionnelle en même temps par le biais d'épreuves terminales, et par des contrôles certificatifs en cours de formation, appelés aussi CCF.

### Modules communs à tous les BTSA
- M 11 - Accompagnement au projet personnel et professionnel
- M 21 - Organisation économique, sociale et juridique
- M 22 - Techniques d'expression, de communication, d'animation et de documentation
- M 23 - Langue vivante
- M 31 - Éducation physique et sportive

### Modules spécifiques à l'option STA
- M 41 - Traitement de données
- M 42 - Technologies de l'information et du multimédia
- M 51 - L'entreprise de transformation alimentaire dans son environnement
- M 52 - L'atelier de transformation
- M 53 - Le processus de fabrication
- M 54 - La composition et les évolutions des produits alimentaires
- M 55 - Le management de la qualité, de la sécurité sanitaire des aliments et de l'environnement
- M 56 - Les applications par spécialités
- M 61 - 12 à 16 semaines de stage
- M 71 - Module d'initiative locale
- Activités pluridisciplinaires du domaine professionnel.

## Transformer autrement
En 2014, dans le cadre du projet agroécologie pour la France, le ministre de l'Agriculture, Stéphane Le Foll, a invité les établissements de l’enseignement agricole à mettre en œuvre le plan d'action Enseigner à produire autrement. Il s'agit d'amener tous les acteurs d'un territoire à trouver des réponses locales aux défis d’une production agricole économiquement, écologiquement et socialement performante. C'est donc tout naturellement[non neutre] que les ateliers technologiques agroalimentaires des établissements sont amenés à réfléchir à transformer autrement, en accord avec ces orientations.